# Лодовико Сфорца
Лодови́ко Мари́я Сфо́рца, Лодови́ко Мо́ро («Мавр») (итал. Lodovico Sforza, Lodovico il Moro, 27 июля 1452, Виджевано — 27 мая 1508, Лош) — герцог Бари, регент, а затем (с 1494 года)  герцог Милана из династии Сфорца, ренессансный деятель.
Современники описывали его умным и очень амбициозным человеком, который сумел получить власть над Миланом, сначала отняв регентство у своей невестки Боны, а затем отхватив его у покойного племянника Джан Галеаццо, которого он будто бы отравил. Его темперамент описывали как весьма нервный и нерешительный. В качестве регента и правителя Милана он стал покровителем художников и писателей. Во время его правления его миланский двор стал одним из наиболее значимых в Европе. Для противостояния угрозам короля Альфонсо II Неаполитанского он призвал французов в Италию; однако когда французы стали угрожать ему, то он не смог избежать опасности и спасся лишь благодаря вмешательству своей жены Беатриче. После её смерти он впал в депрессию, его двор превратился «из радостного рая в мрачный ад», и в конце концов он сдался королю Франции Людовику XII, который взял его в плен во Франции, где тот и закончил свои дни.

## Ранние годы

### Детство
Лодовико Сфорца родился 27 июля 1452 года в Виджевано, на территории современной Ломбардии. Положение четвёртого сына Франческо I Сфорца и Бьянки Марии Висконти означало, что он вообще-то не должен был стать правителем Милана, но его мать всё же поощряла более обширное образование.

### Образование
Под руководством гуманиста Франческо Филельфо Лодовико изучал живопись, скульптуру и письмо, а также методы управления и ведения войны.
Несмотря на то, что он был четвёртым сыном и поэтому не имел больших надежд на возвышение до герцогского достоинства, его мать Бьянка всё же хотела, чтобы он был воспитан в духе Ренессанса и получил обширное образование, особенно в области классической литературы. Под руководством множества наставников, среди которых были не только гуманист Филельфо и поэт Джорджо Валагусса, Людовико получал уроки греческого, латыни, богословия, живописи, скульптуры, а также стал весьма сведущ в вопросах ведения государственных дел. Гуманитарные науки чередовались у него с физическими упражнениями в виде фехтования, охоты, борьбы, верховой езды, прыжков, танцев и игры в веревочный мяч.
Чикко Симонетта характеризует его как наиболее одарённого и быстро обучаемого среди детей Франческо Сфорца. Чикко, как и его мать Бьянка, проявлял особое попечение о нём, о чём свидетельствует и обширная переписка. В возрасте 7 лет в Мантуе вместе с матерью и братьями он приветствовал папу Пия II во время его визита в Милан, это был его первый публичный выход по официальному случаю. В возрасте 11 лет он посвятил своему отцу речь на латыни.

### Под властью Галеаццо-Марии
Когда в 1466 году умер отец семейства, Франческо Сфорца, семейные титулы перешли к Галеаццо Марии, старшему брату. Людовико был пожалован титул учтивости графа Мортары.
Через 10 дней Людовико был уже в Кремоне, для того чтобы сохранить земли герцогства едиными и побудить жителей города платить дань верности новому герцогу.
Он продолжал заниматься дипломатическими посланиями, оставаясь в Кремоне до следующего года, когда отправился в Геную, чтобы принять свою сестру Ипполиту, жену Альфонсо Арагонского; в том же году он получил и титул учтивости графа Мортары. 6 июня 1468 года он снова был в Генуе, встретил Бону Савойскую и вместе со своим братом Тристаном сопровождал её в Милан, где 7 июля состоялась её свадьба с герцогом Галеаццо-Марией. Он вновь был послом к королю Франции, а затем в Болонью. В январе 1471 года герцог послал его в Венецию с богатой свитой, где от имени герцога он произнёс речь, которая была очень хорошо принята дожем и способствовала улучшению дипломатических отношений между Миланским герцогством и Венецианской республикой. В марте 1471 года он сопровождал Галеаццо-Марию в его путешествии во Флоренцию, в августе того же года он приехал в Рим на коронацию папы Сикста IV, а в сентябре — ко двору в Турине.
Галеаццо Мария, видимо, питал к нему особое пристрастие: в 1471 году он постановил в завещании, что, если он умрёт без внуков, то Миланское герцогство переходит к Людовико ещё раньше, чем к другим братьям. Лодовико скрывал свои известные отношения с Лючией Марлиани, подписывая за графиню дарственные акты. Явная перемена произошла в 1476 году, когда его отправили во Францию вместе со своим братом Сфорца Марией, в своего рода замаскированное изгнание. Позднее Бона обвинила двух шуринов в заговоре с целью убийства герцога, однако, примирившись с Людовико, опровергла это обвинение, так что установить его причины не представляется возможным. Согласно официальной версии Галеаццо Мария, именно его собственные братья попросили у него разрешения «отправиться посмотреть мир».

## Прозвище
Традиционно считается, что своё прозвище (итал. Il Moro — мавр) Лодовико получил за тёмный цвет лица. По некоторым версиям — это ошибка, и «Моро» в его прозвище, полученном от отца Франческо I Сфорца, происходит от лат. Morus — «шелковица, или тутовое дерево», которое считалось символом благоразумия и добродетели.
Историк династии Сфорца пишет: «При крещении его назвали Лодовико Маурус, но еще в детстве, когда он тяжело болел, его мать, в соответствии с традицией Висконти, изменила его второе имя на Мария, отдавая тем самым его под защиту Пресвятой Девы, подобно себе самой. Но прежнее имя запомнилось: он стал известен как Моро. Ему понравилось это прозвище, и в Милане его встречали приветственными возгласами: „Моро! Моро!“ К этому же имени отсылают некоторые из используемых им эмблем: голова негра и шелковица. Кроме того, придя к власти, Лодовико, подобно многим аристократам того времени, принял к себе на службу личного слугу-мавра. Говорили, что этим прозвищем он обязан темному цвету своего лица, однако видевший его Паоло Джовио уверяет нас, что он вовсе не был смуглым, добавляя, что это имя подразумевает шелковичное дерево — самое мудрое из деревьев, поскольку оно покрывается листвой последним, но плодоносит первым. Несомненно, Моро был доволен таким толкованием своей эмблемы, ибо более всего он гордился своей прозорливостью в государственных делах».

## Основные события
В период его правления (1480—1499) был завершён ряд культурных и художественных проектов, что подчеркнуло политические и экономические успехи Миланского герцогства. Добившись, благодаря своим дипломатическим усилиям, политического равновесия с Флоренцией, Венецией и папским Римом, Лодовико оказался после смерти Лоренцо Великолепного самым влиятельным государственным деятелем Италии. В конце XV века Милан инвестировал значительные капиталы в освоение земель и строительство каналов, а также выделил большие площади под выращивание шелковицы, льна и риса, которые вывозили за границу наравне с оружием, стеклом, тканями и сельскохозяйственными продуктами. Кроме того, Лодовико уделял внимание и проблемам культуры: пригласил к своему двору таких просветителей, как Лука Пачоли, Филельфо, Калькондила и Фацио, а также способствовал развитию печати, оказав поддержку Панфило Кастальди из Фельтре и Антонио Царото из Пармы. В отличие от Флоренции, при дворе Сфорца большим весом пользовались математические и естественные науки, в этом сказывалась близость Павийского и Болонского университетов.
В 1482 году герцог Лодовико пригласил к себе в Милан на службу в коллегию герцогских инженеров великого Леонардо да Винчи, прежде всего в качестве архитектора, гидротехника, инженера гражданских сооружений и конструктора военных машин. Леонардо предложил правителю Милана свои проекты «очень лёгких и прочных мостов», «пушек, мортир и лёгкого вооружения новой удобной формы, сильно отличающегося от всего известного; вооружённых повозок, неуязвимых и неприступных».
В 1490 году женился на Беатриче д’Эсте, дочери герцога Модены, Феррары и Реджо-дель-Эмилии (1475—1497), которая родила ему сыновей — Массимилиано Сфорца, герцога Милана в 1512—1515 годах, и Франческо II Сфорца, герцога Милана в 1522—1535 годах. Брат Беатриче Альфонсо д’Эсте в том же году женился на внучке Франческо I Сфорца, Анне Сфорца.
В 1493 году Моро с почетом принял посольство из Москвы. Русские дипломаты прибыли для найма мастеров. Для развлечения московских гостей была устроена придворная охота.
Осенью 1499 года Милан был захвачен войсками французского короля Людовика XII. Лодовико Моро попытался восстановить свою власть, вначале сумел выбить французов из Милана, но весной 1500 года был разбит под Новарой. Потерпев неудачу, швейцарские наёмники в обмен на свободный возврат домой выдали Лодовико французам. Свергнутый герцог был увезен во Францию, где и умер в заключении в замке Лош. Кенотаф гробницы расположен рядом с предками в Чертозе, тело герцога было захоронено в Тарасконе.

## Фаворитки
- Любовницей Лодовико была Чечилия Галлерани, родившая ему сына Чезаре. Её портрет — «Дама с горностаем» — был написан Леонардо да Винчи. Горностай стал личным геральдическим животным Лодовико Моро после вступления в 1488 году в Орден Горностая[англ.], «белый горностай» — прозвище Лодовико среди приближённых[14][15]. Историки отмечают очень близкие отношения, связывавшие Леонардо и Чечилию.

- Другой фавориткой герцога и матерью его бастарда Джованни Паоло I Сфорца была Лукреция Кривелли — предполагаемая модель портрета «Прекрасная Ферроньера» кисти Леонардо да Винчи .

## В культуре
- «Борджиа» — популярный мелодраматический сериал Нила Джордана (производство Канада—Венгрия—Ирландия, 2011—2013 годы). Лодовико сыграл Айван Кэй.
- «Борджиа» — франко-германо-чешско-итальянский телесериал, 2011 год. Режиссёры — Оливер Хиршбигель, Метин Хусейн, Кристоф Шреве.
- Лодовико стал одним из персонажей телесериала «Леонардо», где его сыграл Джеймс Д’Арси.